# صحفيون شباب من أجل البيئة

شعار برنامج صحفيون شباب من أجل البيئة.

صحفيون شباب من أجل البيئة (بالإنجليزية: Young Reporters for the Environment)‏ (YRE) هو أحد برامج المؤسسة الدولية للتعليم البيئي (بالإنجليزية: Foundation for Environmental Education)‏ (FEE). وهي شبكة دولية تضم الشباب من أكثر من 25 دولة، وتعزز حلول المشكلات البيئية التي نواجهها اليوم عن طريق الصحافة الاستقصائية.
على الصعيد الوطني يختار المشاركون القضايا البيئية المحلية للتحقيق بها، وذلك بهدف إيصال المعلومات والحلول ذات الصلة لعامة الناس. يجري الطلاب تحقيقات صحفية حقيقية ويصوغون نتائجهم في شكل مقالة، أو فقرة/مقال مصور أو مقطع فيديو.
كما تقام مسابقة دولية للصحفيين الشباب من أجل البيئة سنويًا.

## الصندوق العالمي للغابات
بوصفها إحدى المنظمات التي تعزز التنمية المستدامة، أسست المؤسسة الدولية للتعليم البيئي الصندوق العالمي للغابات لـ لتعويض انبعاثات ثاني أكسيد الكربون ومنعها من الانتشار. يستثمر الصندوق غير الهادف للربح 90% من دخله مباشرة في زراعة الأشجار وغيرها من الجهود التي تهدف إلى تعويض انتبعاثات ثاني أكسيد الكربون وتصاحبها أنشطة للتعليم البيئي.